# 努比亞羱羊

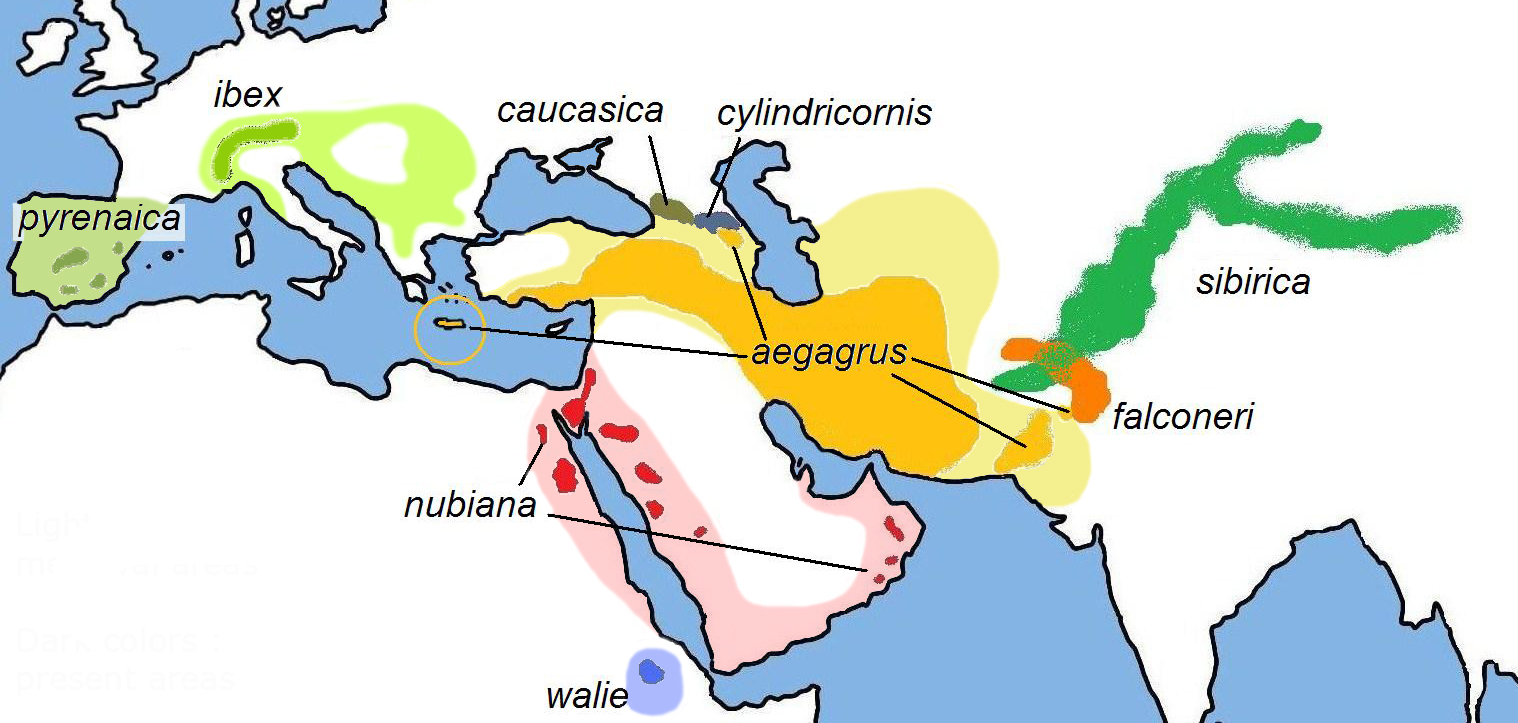
多種羱羊分布範圍比較

努比亞羱羊（學名：Capra nubiana）是山羊屬的一種動物，為生活在沙漠中的夜行性山羊，分布於北非、東北非與西亞。過去本種被視作羱羊（Capra ibex）的亞種，現已基於分子證據被分作獨立物種。本種族群約有4500隻成羊，現被IUCN被歸為易危物種。
努比亞羱羊是體型最小的一種羱羊，肩高約為70公分，為兩性異形的物種，雄羊（52—74.7公斤）體型大於雌羊（25.3—32.7公斤）。本種主要以相思樹與金合歡樹葉為食，取食時可爬到樹上；這種山羊具社會性，羊群由雌羊與小羊組成，羊群中的雌羊具階級之分，成年雄羊則大多獨立生活。
希伯來聖經即有許多關於努比亞羱羊的記載，聖經人物雅億名稱的意思即為羱羊。努比亞羱羊現為以色列自然公园管理局的標誌。葉門也將努比亞羱羊視為國家象徵之一。